# Miki Jevremović
 Miodrag "Miki" Jevremović est un chanteur serbe, né à Belgrade le 27 mars 1941, et mort dans la même ville le 13 janvier 2017.
Il a été très populaire dans l'ex-Yougoslavie dans les années 1960 et début des années 1970. Il a commencé sa carrière marquée par des chansons, Mama, Boire (Pijem) et Dix-huit roses jaunes (Osamnaest žutih ruža). 
Il a été également très populaire en URSS, notamment grâce à son duo avec Sofia Rotaru en interprétant la chanson Smuglyanka.